# Меј Харингтон
Мери Агнес „Меј“ Харингтон (енгл. Mary Agnes “Mae” Harrington; Рочестер, 20. јануар 1889 — Јутика, 29. децембар 2002) била је америчка суперстогодишњакиња која је према гинисовој књизи рекорда носила титулу најстарије живе особе на свету у периоду од 21. августа до 29. децембра 2002. године.

## Биографија
Меј Харингтон рођена је као Мери Агнес Максвел у Рочестеру, Њујорк, Сједињене Америчке Државе, 20. јануара 1889. године, као једно од петоро деце од Џозефа и Кетрин Максвел. Одрасла је на фарми млека у Клинтону, у Њујорку. Као млада удала се за свог супруга Џорџа Харингтона. Пар је 1912. године добио сина Дона, који је био ветеран Другог светског рата и погинуо у авионској несрећи 1944. године. Њен супруг, који је радио за локално одељење за аутопутеве, преминуо је 1959. године. Током свог живота волела је животиње, плес и забављача Дина Мартина. Живела је самостално до своје 100. године, када се преселила у дом за пензионере у Јутики. Имала је две нећакиње, Елизабет Бернс и Дороти Максвел.
Меј Харингтон преминула је у Јутики, Њујорк, Сједињене Америчке Државе, 29. децембра 2002. године, у доби од 113 година и 343 дана.